# Jamie McCart
Jamie Daniel McCart (Bellshill, 20 giugno 1997) è un calciatore scozzese, difensore degli Hearts.

## Carriera

### Club
Cresciuto nelle giovanili del Celtic, viene ceduto in prestito a diverse squadre tra cui Inverness, St. Mirren ed Alloa Athletic, senza mai esordire in prima squadra con il club di Glasgow. Nel 2018 viene ingaggiato dall'Inverness.

### Nazionale
Ha giocato nelle nazionali giovanili Under-19 ed Under-21.

## Palmarès

### Club

#### Competizioni nazionali
- Coppa di Lega scozzese: 1

St. Johnstone: 2020-2021
- Coppa di Scozia: 1

St. Johnstone: 2020-2021
- Campionato inglese di quarta divisione: 1

Leyton Orient: 2022-2023